# Charm School (Serie)
Charm School ist eine US-amerikanische Reality-Fernsehserie, produziert von der Produktionsfirma 51 Minds im Auftrag des Fernsehsenders VH1 unter der Leitung von Mark Cronin, Cris Abrego und Ben Samek. In der Serie treten Kandidaten aus verschiedenen Reality-Formaten des Senders gegeneinander an im Rennen um einen Geldpreis und den Titel der „Charm School Queen“. Zwischen 2007 und 2009 wurden drei Staffeln produziert.

## Charm School: Flavor of Love Girls (2007)
- Erstausstrahlung: 15. April 2007 auf VH1
- Deutsche Erstausstrahlung: 24. Februar 2008 auf MTV

Nach dem Erfolg der ersten beiden Staffeln der Dating-Show Flavor of Love entwickelte VH1 in Zusammenarbeit mit 51 Minds ein verwandtes Showkonzept, welches am 15. April 2007 unter dem Titel Flavor of Love Girls: Charm School erstmals ausgestrahlt wurde.
Ausgewählte Kandidatinnen aus den ersten beiden Staffeln der Fernsehsendung Flavor of Love traten in elf Folgen gegeneinander an im Rennen um den Titel der „Charm School Queen“. Schauspielerin Mo’Nique übernahm die Rolle der Schuldirektorin und entschied mit Hilfe von Keith Lewis und Mikki Taylor über den Werdegang der Teilnehmerinnen in der Charm School. Ziel dieser Staffel war die Entwicklung anständiger Umgangsformen in Alltag und Beruf. Beim Preisgeld handelte es sich um 50.000 US-Dollar.
Die den Kandidatinnen vorab von Flavor Flav vergebenen Namen wurden in der ersten Folge abgeschafft. Danach wurden ausschließlich die Rufnamen verwendet. Saaphyri Windsor gewann die erste Staffel von Charm School und somit das Preisgeld von 50.000 US-Dollar. Der Zweitplatzierten, Leilene Ondrade, wurde bei der nachträglichen Reunion-Show ein Trostpreis von 10.000 US-Dollar versprochen.
In Deutschland zeigte MTV ab dem 24. Februar 2008 eine untertitelte, unzensierte Version der ersten Staffel.

### Teilnehmerinnen

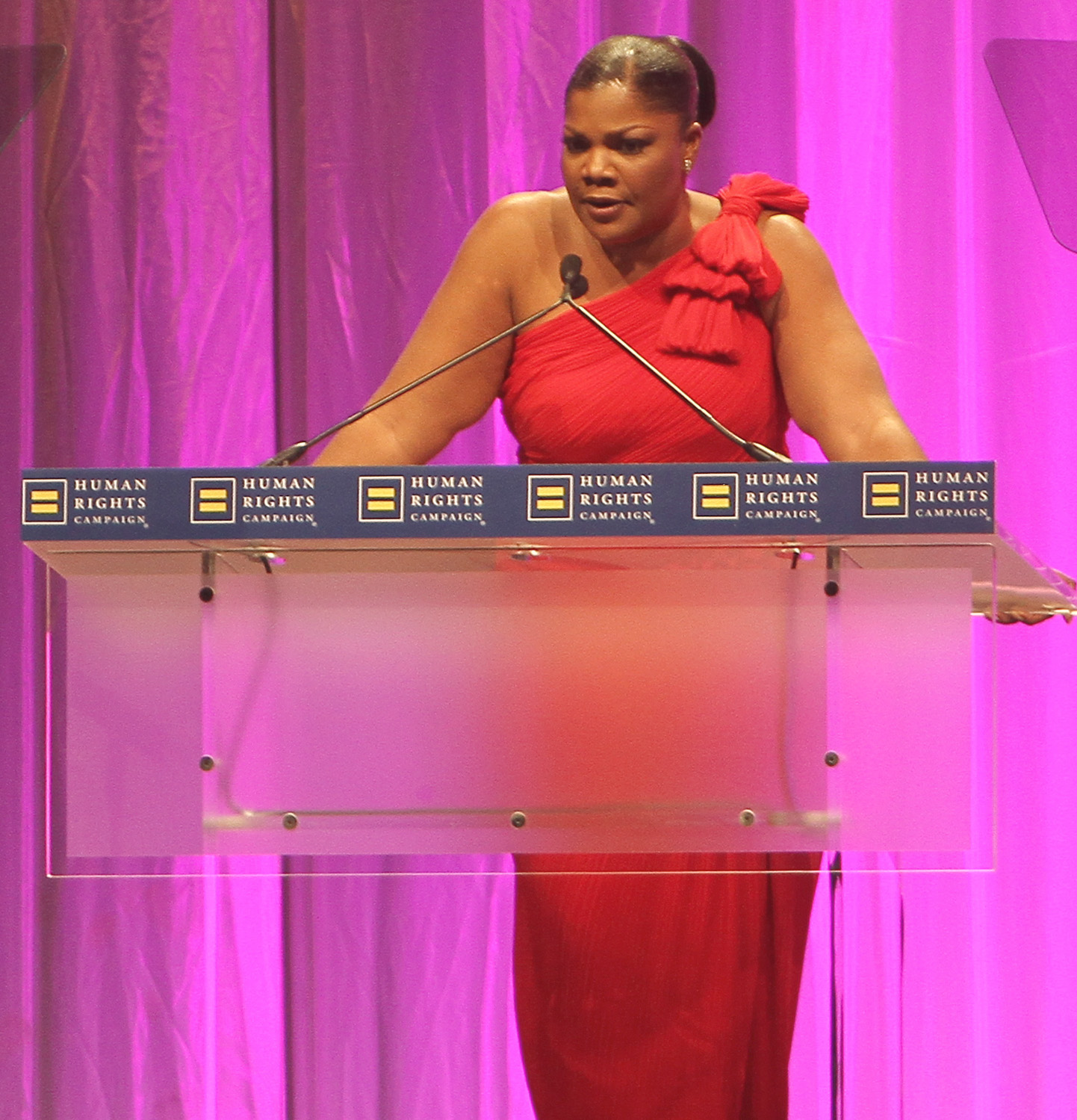
Schauspielerin Mo’Nique übernahm die Leitung des ersten Jahrgangs der Charm School.

| Kandidatinnen | Kandidatinnen     | Ausgeschieden       | Show                          |
| ------------- | ----------------- | ------------------- | ----------------------------- |
| Saaphyri      | Saaphyri Windsor  | Gewinnerin          | Flavor of Love 2 als Saaphyri |
| Leilene       | Leilene Ondrade   | Folge 10 (2. Platz) | Flavor of Love als Smiley     |
| Becky         | Rebecca Johnston  | Folge 10 (3. Platz) | Flavor of Love 2 als Buckwild |
| Shay          | Shay Johnson      | Folge 10 (4. Platz) | Flavor of Love 2 als Buckeey  |
| Brooke        | Brooke Thompson   | Folge 8             | Flavor of Love als Pumkin     |
| Larissa       | Larissa Aurora    | Folge 7             | Flavor of Love 2 als Bootz    |
| Darra         | Darra Boyd        | Folge 6             | Flavor of Love 2 als Like Dat |
| Schatar       | Schatar Taylor    | Folge 6             | Flavor of Love als Hottie     |
| Courtney      | Courtney Jackson  | Folge 5             | Flavor of Love als Goldie     |
| Cristal       | Cristal Steverson | Folge 4             | Flavor of Love als Serious    |
| Jennifer      | Jennifer Toof     | Folge 3             | Flavor of Love 2 als Toasteee |
| Heather       | Heather Crawford  | Folge 2             | Flavor of Love 2 als Krazy    |
| Thela         | Thela Brown       | Folge 1             | Flavor of Love als Rain       |

### Nach der Show
Jennifer und Brooke nahmen im Sommer 2008 unter ihren alten Spitznamen „Toastee“ und „Pumkin“ an der ersten Staffel von I Love Money teil. Saaphyri, Leilene und Becky waren als Teilnehmerinnen in der ab Februar 2009 ausgestrahlten, zweiten Staffel von I Love Money zu sehen.

## Charm School: Rock of Love Girls (2008)
- Erstausstrahlung: 12. Oktober 2008 auf VH1
- Deutsche Erstausstrahlung: 17. Juni 2009 auf MTV

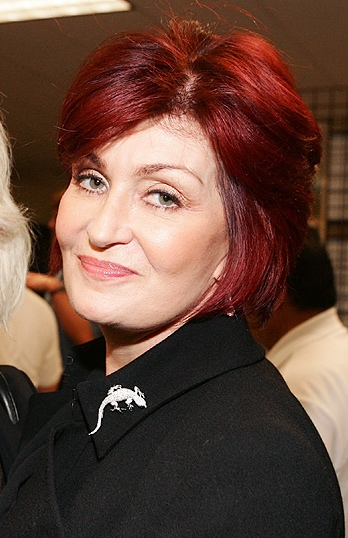
Schulleiterin Sharon Osbourne wurde von einer der Kandidatinnen angezeigt.

Nach dem Vorbild der ersten Staffel zeigte VH1 vom 12. Oktober 2008 bis zum 4. Januar 2009 eine zweite Staffel mit dem Titel Rock of Love Charm School. Die Premiere im deutschen Fernsehen erfolgte am 17. Juni 2009 auf MTV unter dem Titel Charm School: Rock of Love Girls. Die Serie wurde in Deutschland unzensiert im englischen Original mit deutschen Untertiteln ausgestrahlt.
Unter der Leitung von Sharon Osbourne und ihren Assistenten Daniella Clarke und Riki Rachtman traten 14 Kandidatinnen aus den ersten beiden Staffeln der Datingshow Rock of Love in elf Folgen um ein Preisgeld von 100.000 US-Dollar an. Als Siegerin ging Brandi Mahon hervor.
In der Reunion-Show kam es zu einer handgreiflichen Auseinandersetzung zwischen Sharon Osbourne und Kandidatin Megan Hauserman, welcher eine Klage wegen fahrlässiger Körperverletzung und absichtlichem Zufügen seelischen Leids folgte.

### Teilnehmerinnen
| Kandidatinnen | Kandidatinnen      | Ausgeschieden        | Show           |
| ------------- | ------------------ | -------------------- | -------------- |
| Brandi M.     | Brandi Mahon       | Gewinnerin           | Rock of Love   |
| Destiney      | Destiney Sue Moore | Folge 11 (2. Platz)  | Rock of Love 2 |
| Lacey         | Lacey Conner       | Folge 11 (3. Platz)  | Rock of Love   |
| Heather       | Heather Chadwell   | Folge 9              | Rock of Love   |
| Jessica       | Jessica Kinni      | Folge 8              | Rock of Love 2 |
| Kristy Jo     | Kristy Joe Muller  | Folge 8              | Rock of Love 2 |
| Brandi C.     | Brandi Cunningham  | Folge 7              | Rock of Love   |
| Dallas        | Dallas Harrison    | Folge 6              | Rock of Love   |
| Inna          | Inna Dimitrenko    | Folge 5              | Rock of Love 2 |
| Megan         | Megan Hauserman    | Folge 4              | Rock of Love 2 |
| Rodeo         | Cindy Steedle      | Folge 3              | Rock of Love   |
| Angelique     | Angelique Morgan   | Folge 2              | Rock of Love 2 |
| Courtney      | Courtney Van Dusen | Folge 1              | Rock of Love 2 |
| Raven         | Raven Masterson    | Folge 1 (freiwillig) | Rock of Love   |

### Nach der Show
- Angelique Morgan schaffte es als Kandidatin von I Love Money 2 im Frühjahr 2009 unter die besten Sechs.
- Im August 2009 zeigte VH1 eine Datingshow mit Megan Hauserman in der Hauptrolle, die jedoch frühzeitig nach dem Tod des Kandidaten Ryan Jenkins abgesetzt wurde.[6] Die Ausstrahlung von I Love Money 3 wurde ebenfalls wegen des Kriminalfalls um Jasmine Fiore und Ryan Jenkins bereits vor der Premiere eingestellt.

## Charm School with Ricki Lake (2009)
- Erstausstrahlung: 11. Mai 2009 auf VH1

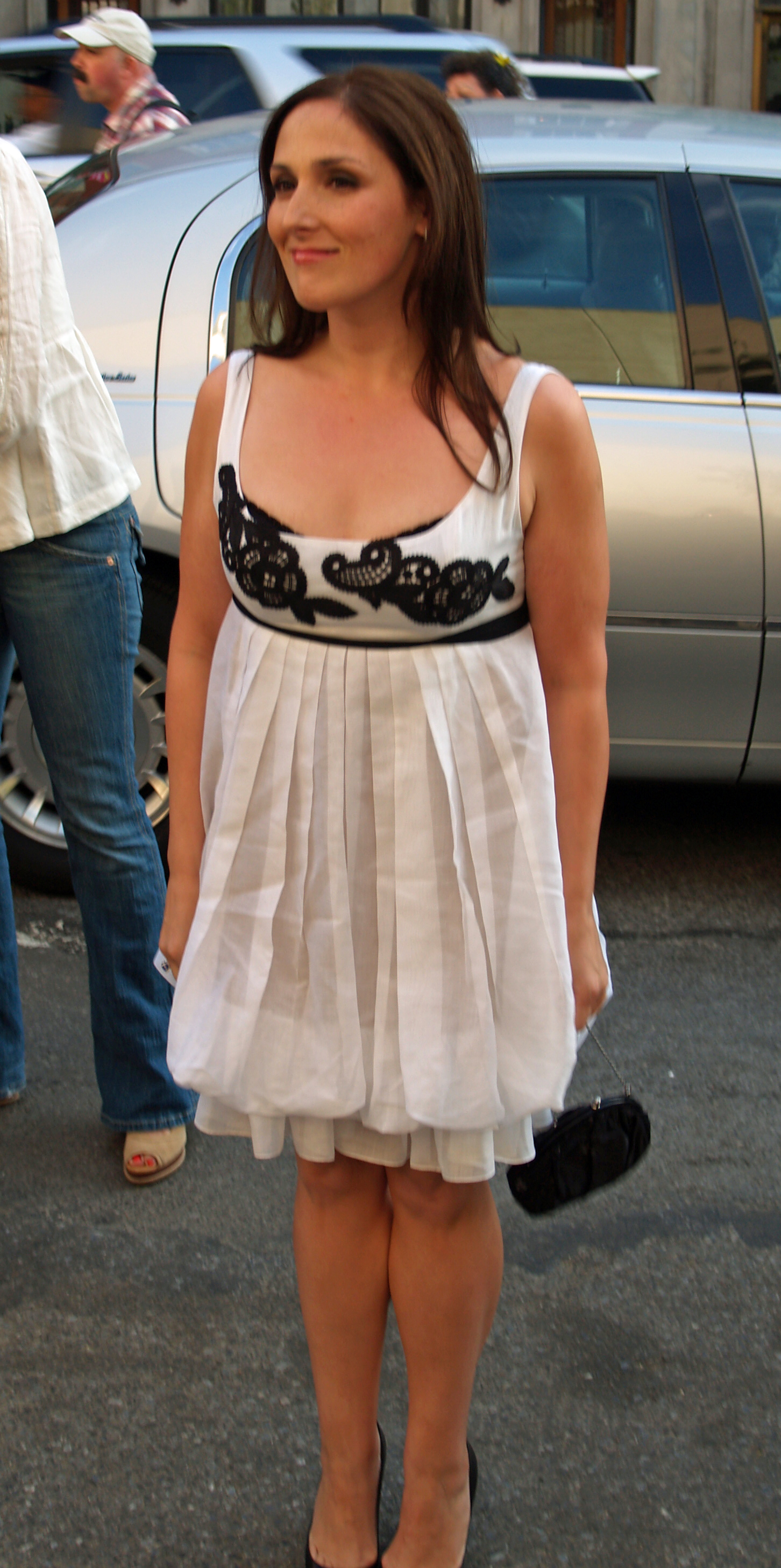
Talkmasterin Ricki Lake im Jahr 2007 bei der Premiere der von ihr produzierten Dokumentation The Business of Being Born.

Im Mai 2009 begann in den Vereinigten Staaten die Ausstrahlung der dritten Staffel unter dem Titel Charm School with Ricki Lake. Unter der Leitung von Ricki Lake und mit Unterstützung durch MTV-Moderatorin Alani „La La“ Vazquez und Radiomoderator Stryker treten Kandidatinnen aus der dritten Staffel von Rock of Love und der ersten Staffel von Real Chance of Love gegeneinander im Rennen um 100.000 US-Dollar an.
Siegerin der dritten Staffel war Ebony „Risky“ Jones, welche sich im Finale gegen Ashley Klarich und Marcia Alves durchsetzte.
Die Reunion-Show am 13. Juli 2009 wurde aus unbekannten Gründen abgesagt.

### Rezeption
Ricki Lake deutete zu Parallelen zwischen Charm School und ihrer zwischen 1993 und 2004 ausgestrahlten Talkshow Ricki Lake. Lake gab zu, weder Rock of Love Bus noch Real Chance of Love verfolgt zu haben und bezeichnete die Dreharbeiten zu Charm School als eine der härtesten Aufgaben ihrer Karriere.

### Teilnehmerinnen
| Kandidatinnen | Kandidatinnen     | Ausgeschieden        | Staffel             |
| ------------- | ----------------- | -------------------- | ------------------- |
| Risky         | Ebony Jones       | Gewinnerin           | Real Chance of Love |
| Ashley        | Ashley Klarich    | Folge 11             | Rock of Love Bus    |
| Marcia        | Marcia Alves      | Folge 11             | Rock of Love Bus    |
| Brittanya     | Brittanya O'Campo | Folge 9              | Rock of Love Bus    |
| Bubbles       | Bianca Sloof      | Folge 8              | Real Chance of Love |
| Bay Bay Bay   | Konanga Tyson     | Folge 7 (freiwillig) | Real Chance of Love |
| K.O.          | Roxanne Gallegos  | Folge 7 (freiwillig) | Real Chance of Love |
| Natasha       | Natasha McCollum  | Folge 5              | Rock of Love Bus    |
| Brittaney     | Brittaney Starr   | Folge 4              | Rock of Love Bus    |
| Farrah        | Farrah Sinclair   | Folge 3 (freiwillig) | Rock of Love Bus    |
| So Hood       | Judith Scullark   | Folge 3 (freiwillig) | Real Chance of Love |
| Ki Ki         | Lakia Bailey      | Folge 2              | Real Chance of Love |
| Gia           | Gia Lynn          | Folge 1              | Rock of Love Bus    |
| Beverly       | Beverly Palmer    | Folge 1              | Rock of Love Bus    |